# Euroligue féminine de basket-ball 2022-2023
Navigation
Saison précédente Saison suivante
L’Euroligue féminine est une compétition de basket-ball féminin rassemblant les meilleurs clubs d’Europe. La saison 2022-2023 met aux prises 16 équipes.
Cette 65e édition de l'Euroligue féminine a vu la 2ème finale 100% turque se disputer à Prague le 16 avril 2023. Fenerbahçe Istanbul remporte sa première Euroligue après 4 finales perdues entre 2013 et 2022. L'équipe turque réalise également le record de points marqués lors d'une finale (99 points) et également le plus grand écart de l'histoire de l'Euroligue féminine lors d'une finale (+39).
Breanna Stewart succède, elle, comme MVP de la finale à l'internationale française Gabby Williams. L'américaine remporte également sa 2ème Euroligue après celle acquise avec Iekaterinbourg en 2021.
La coach du club turque, Marina Maljkovic, championne d'Europe 2015 et 2021 avec la sélection serbe, rejoint son père, Bozidar, quatre fois vainqueur, dont une avec le Limoges CSP en 1993. Trente ans et un jour après, la fille a rejoint le père.

## Équipes participantes
| Saison régulière                | Saison régulière               |
| ------------------------------- | ------------------------------ |
| Fenerbahçe Istanbul (1er)       | Sopron BasketT (1er)           |
| USK Prague (1er)                | CB Avenida Salamanque (1er)    |
| Tango Bourges BasketEC (1er)    | Famila Schio (1er)             |
| Valence Basket (2e)             | Basket Landes (4e)             |
| KSC Szekszárd (2e)              | ÇBK Mersin (2e)                |
| CCC Polkowice (1er)             | Kangoeroes Basket Malines (2e) |
| Virtus Bologne (3e)             |                                |
| Tour de qualification           |                                |
| Conférence 1                    | Conférence 2                   |
| Botaş SK Adana (6e)             | ESB Villeneuve-d’Ascq (2e)     |
| ACS Sepsi Sfântu Gheorghe (1er) | Uni Gérone CB (3e)             |
| Étoile rouge de Belgrade (1er)  |                                |
| Olympiakós Le Pirée (1er)       |                                |
| Elitzur Ramla (5e)              |                                |
| DVTK Miskolc (5e)               |                                |

Est indiquée entre parenthèses le classement de l’équipe dans son championnat national lors de la saison régulière précédente. T indique le tenant du titre.

## Tour de qualification
- Le premier de chaque groupe est qualifié pour le premier tour.
- Les équipes classées 2e et 3e sont éliminées et reversées pour la phase de poule de l’Eurocoupe.

### Groupe QA
| Rang | Équipe                    | Pts | J | G | P | Pp  | Pc  | Diff |  | Résultats (dom.\ext.)     | OLY | SEP   | BEL   |
| ---- | ------------------------- | --- | - | - | - | --- | --- | ---- |  | ------------------------- | --- | ----- | ----- |
| 1    | Olympiakós Le Pirée       | 4   | 2 | 2 | 0 | 157 | 114 | 43   |  | Olympiakós Le Pirée       |     | 73-54 | 84-60 |
| 2    | ACS Sepsi S. Gheorghe     | 3   | 2 | 1 | 1 | 137 | 136 | 1    |  | ACS Sepsi S. Gheorghe     |     |       | 83-63 |
| 3    | Étoile rouge de BelgradeH | 2   | 2 | 0 | 2 | 123 | 167 | -44  |  | Étoile rouge de BelgradeH |     |       |       |

### Groupe QB
| Rang | Équipe         | Pts | J | G | P | Pp  | Pc  | Diff |  | Résultats (dom.\ext.) | MIS | RAM   | ADA   |
| ---- | -------------- | --- | - | - | - | --- | --- | ---- |  | --------------------- | --- | ----- | ----- |
| 1    | DVTK MiskolcH  | 4   | 2 | 2 | 0 | 155 | 108 | 47   |  | DVTK MiskolcH         |     | 80-54 | 75-54 |
| 2    | Elitzur Ramla  | 3   | 2 | 1 | 1 | 126 | 144 | -18  |  | Elitzur Ramla         |     |       | 72-64 |
| 3    | Botaş SK Adana | 2   | 2 | 0 | 2 | 118 | 147 | -29  |  | Botaş SK Adana        |     |       |       |

### Groupe QC
| Rang | Équipe                | Pts | J | G | P | Pp  | Pc  | Diff |  | Résultats (dom.\ext.) | GÉR   | VdA   |
| ---- | --------------------- | --- | - | - | - | --- | --- | ---- |  | --------------------- | ----- | ----- |
| 1    | Uni Gérone CB         | 3   | 2 | 1 | 1 | 123 | 112 | 11   |  | Uni Gérone CB         |       | 66-43 |
| 2    | ESB Villeneuve-d’Ascq | 3   | 2 | 1 | 1 | 112 | 123 | -11  |  | ESB Villeneuve-d’Ascq | 69-57 |       |

## Premier tour
- Les quatre premières équipes de chaque groupe sont qualifiées pour les huitièmes de finale.
- Les équipes classées 5e, 6e, 7e et 8e de chaque groupe sont éliminées.

### Groupe A
| Rang | Équipe                    | Pts | J  | G  | P  | Pp   | Pc   | Diff |  | Résultats (dom.\ext.)     | FEN     | PRA   | VAL   | BOU   | POL    | BOL   | SZE   | OLY   |
| ---- | ------------------------- | --- | -- | -- | -- | ---- | ---- | ---- |  | ------------------------- | ------- | ----- | ----- | ----- | ------ | ----- | ----- | ----- |
| 1    | Fenerbahçe Istanbul       | 26  | 14 | 12 | 2  | 1209 | 1003 | 206  |  | Fenerbahçe Istanbul       |         | 82-72 | 93-61 | 83-64 | 111-61 | 95-73 | 91-71 | 95-89 |
| 2    | USK Prague                | 24  | 14 | 10 | 4  | 1119 | 935  | 184  |  | USK Prague                | 66-73   |       | 75-82 | 65-57 | 80-83  | 71-50 | 82-71 | 95-63 |
| 3    | Valence Basket            | 23  | 14 | 9  | 5  | 998  | 972  | 26   |  | Valence Basket            | 66-72   | 76-83 |       | 76-68 | 69-64  | 73-71 | 74-59 | 65-55 |
| 4    | Tango Bourges Basket (+8) | 22  | 14 | 8  | 6  | 996  | 969  | 27   |  | Tango Bourges Basket (+8) | 79-90   | 70-73 | 70-68 |       | 62-63  | 79-74 | 83-62 | 67-61 |
| 5    | CCC Polkowice (–8)        | 22  | 14 | 8  | 6  | 1030 | 1039 | -9   |  | CCC Polkowice (–8)        | 73-46   | 57-92 | 76-73 | 66-75 |        | 69-88 | 89-56 | 76-52 |
| 6    | Virtus Bologne            | 19  | 14 | 5  | 9  | 1031 | 1036 | -5   |  | Virtus Bologne            | 67-85   | 61-85 | 73-75 | 61-64 | 89-76  |       | 89-59 | 92-69 |
| 7    | KSC Szekszárd             | 17  | 14 | 3  | 11 | 947  | 1170 | -223 |  | KSC Szekszárd             | 103-101 | 56-95 | 54-75 | 61-77 | 76-94  | 73-64 |       | 78-69 |
| 8    | Olympiakós Le PiréeQ      | 15  | 14 | 1  | 13 | 915  | 1121 | -206 |  | Olympiakós Le PiréeQ      | 58-92   | 54-85 | 59-65 | 66-81 | 70-83  | 63-79 | 87-68 |       |

### Groupe B
| Rang | Équipe                    | Pts | J  | G  | P  | Pp   | Pc   | Diff |  | Résultats (dom.\ext.)     | MER   | SCH   | SAL   | SOP   | GÉR   | MIS   | LAN   | MAL   |
| ---- | ------------------------- | --- | -- | -- | -- | ---- | ---- | ---- |  | ------------------------- | ----- | ----- | ----- | ----- | ----- | ----- | ----- | ----- |
| 1    | ÇBK Mersin (+8)           | 24  | 14 | 10 | 4  | 986  | 941  | 45   |  | ÇBK Mersin (+8)           |       | 79-67 | 85-80 | 50-75 | 64-50 | 77-58 | 75-59 | 69-62 |
| 2    | Famila Schio (–8)         | 24  | 14 | 10 | 4  | 1025 | 963  | 62   |  | Famila Schio (–8)         | 76-72 |       | 71-54 | 81-50 | 70-65 | 90-82 | 85-71 | 74-70 |
| 3    | CB Avenida Salamanque     | 23  | 14 | 9  | 5  | 1012 | 919  | 93   |  | CB Avenida Salamanque     | 83-66 | 61-72 |       | 74-61 | 74-63 | 94-52 | 81-57 | 79-72 |
| 4    | Sopron Basket             | 22  | 14 | 8  | 6  | 924  | 888  | 36   |  | Sopron Basket             | 51-44 | 80-61 | 53-75 |       | 62-60 | 75-65 | 59-62 | 71-64 |
| 5    | Uni Gérone CBQ            | 21  | 14 | 7  | 7  | 924  | 879  | 45   |  | Uni Gérone CBQ            | 73-75 | 83-63 | 74-48 | 63-60 |       | 58-64 | 65-54 | 71-59 |
| 6    | DVTK MiskolcQ             | 20  | 14 | 6  | 8  | 962  | 1022 | -60  |  | DVTK MiskolcQ             | 77-78 | 65-63 | 61-70 | 77-75 | 56-74 |       | 67-58 | 79-78 |
| 7    | Basket Landes             | 18  | 14 | 4  | 10 | 870  | 973  | -103 |  | Basket Landes             | 61-68 | 58-78 | 71-64 | 50-61 | 53-58 | 72-63 |       | 68-78 |
| 8    | Kangoeroes Basket Malines | 16  | 14 | 2  | 12 | 956  | 1074 | -118 |  | Kangoeroes Basket Malines | 69-84 | 73-74 | 61-75 | 62-91 | 77-67 | 60-96 | 71-76 |       |

## Play-offs
En quart de finale, l’équipe la mieux classée reçoit lors du premier match et de l’éventuelle belle.
|  | Quarts de finale | Quarts de finale      | Quarts de finale | Quarts de finale | Quarts de finale |    |                        | Demi-finales           | Demi-finales           | Demi-finales           |                        |  | Finale | Finale              | Finale |
|  |                  |                       |                  |                  |                  |    |                        |                        |                        |                        |                        |  |        |                     |        |
|  | A1               | Fenerbahçe Istanbul   | *82              | 82               |                  |    |                        |                        |                        |                        |                        |  |        |                     |        |
|  | B4               | Sopron Basket         | 62               | *62              |                  |    |                        |                        |                        |                        |                        |  |        |                     |        |
|  | B4               | Sopron Basket         | 62               | *62              |                  |    | Fenerbahçe Istanbul    | 77                     |                        |                        |                        |  |        |                     |        |
|  |                  |                       |                  |                  |                  |    | Fenerbahçe Istanbul    | 77                     |                        |                        |                        |  |        |                     |        |
|  |                  |                       | Famila Schio     | 70               |                  |    |                        |                        |                        |                        |                        |  |        |                     |        |
|  | B2               | Famila Schio          | Famila Schio     | 70               | *75              | 75 |                        |                        |                        |                        |                        |  |        |                     |        |
|  | B2               | Famila Schio          |                  |                  | *75              | 75 |                        |                        |                        |                        |                        |  |        |                     |        |
|  | A3               | Valence Basket        | 63               | *80              |                  |    |                        |                        |                        |                        |                        |  |        |                     |        |
|  |                  |                       |                  |                  |                  |    |                        |                        |                        |                        |                        |  |        | Fenerbahçe Istanbul | 99     |
|  |                  |                       | ÇBK Mersin       | 60               |                  |    |                        |                        |                        |                        |                        |  |        |                     |        |
|  | A2               | USK Prague            | *77              | 71               |                  |    |                        |                        |                        |                        |                        |  |        |                     |        |
|  | B3               | CB Avenida Salamanque | 56               | *73              |                  |    |                        |                        |                        |                        |                        |  |        |                     |        |
|  | B3               | CB Avenida Salamanque | 56               | *73              |                  |    | USK Prague             | 58                     |                        |                        |                        |  |        |                     |        |
|  |                  |                       |                  |                  |                  |    | USK Prague             | 58                     |                        |                        |                        |  |        |                     |        |
|  |                  |                       | ÇBK Mersin       | 78               |                  |    | Match pour la 3e place | Match pour la 3e place | Match pour la 3e place | Match pour la 3e place | Match pour la 3e place |  |        |                     |        |
|  | B1               | ÇBK Mersin            | ÇBK Mersin       | 78               | *84              | 75 | Match pour la 3e place | Match pour la 3e place | Match pour la 3e place | Match pour la 3e place | Match pour la 3e place |  |        |                     |        |
|  | B1               | ÇBK Mersin            |                  |                  | *84              | 75 |                        |                        |                        |                        |                        |  |        |                     |        |
|  | A4               | Tango Bourges Basket  | 56               | *76              |                  |    |                        |                        |                        |                        |                        |  |        | Famila Schio        | 59     |
|  |                  |                       |                  |                  |                  |    |                        |                        |                        |                        |                        |  |        | USK Prague          | 56     |